# Flèche wallonne 1999
La 63e édition de la Flèche wallonne a eu lieu le mercredi 14 avril 1999, entre Charleroi et Huy, sur une distance de 201 kilomètres et s'est terminée par l'arrivée traditionnelle au Mur de Huy. La victoire est revenue à l'Italien N°1 mondial Michele Bartoli.
La Flèche wallonne est la première des trois courses ardennaises avant Liège-Bastogne-Liège et l'Amstel Gold Race.

## Récit de la course
Sous un temps neigeux, Michele Bartoli, comme souvent imprévisible, attaque très loin de l'arrivée alors qu'il reste encore 80 km à parcourir. Il est bientôt rejoint par le Néerlandais Maarten den Bakker et par le champion du monde Oscar Camenzind. Ce dernier se fait bêtement distancer par ses deux compagnons d'échappée alors qu'il est en train d'enlever son imperméable. Dans le Mur de Huy, Michele Bartoli dispose facilement de Maarten den Bakker pour aller remporter la Flèche wallonne pour la première fois de sa carrière. Derrière, Michael Boogerd et Mario Aerts sortent du peloton et rejoignent Oscar Camenzind. La troisième place revient finalement au Belge.

## Classement final
| #   | Coureur            | Pays      | Équipe           |    | Temps           |
| --- | ------------------ | --------- | ---------------- | -- | --------------- |
| 1.  | Michele Bartoli    | Italie    | Mapei Quick Step | en | 4 h 52 min 46 s |
| 2.  | Maarten den Bakker | Pays-Bas  | Rabobank         | +  | 14 s            |
| 3.  | Mario Aerts        | Belgique  | Lotto-Mobistar   |    | 3 min 06 s      |
| 4.  | Oscar Camenzind    | Suisse    | Lampre-Daikin    |    | 3 min 13 s      |
| 5.  | Michael Boogerd    | Pays-Bas  | Rabobank         |    | 3 min 34 s      |
| 6.  | Udo Bölts          | Allemagne | Telekom          |    | 3 min 40 s      |
| 7.  | Marco Velo         | Italie    | Mercatone Uno    |    | 3 min 42 s      |
| 8.  | Koos Moerenhout    | Pays-Bas  | Rabobank         |    | 3 min 45 s      |
| 9.  | Jens Voigt         | Allemagne | Crédit agricole  |    | 3 min 48 s      |
| 10. | Paolo Savoldelli   | Italie    | Saeco            |    | 3 min 53 s      |